# Rumburk
Rumburk é uma cidade checa localizada na região de Ústí nad Labem, distrito de Děčín.